# Петтерссон, Анна
Анна Петтерссон (швед. Anna Maria Pettersson, 5 января 1861 — 6 сентября 1929) — шведский юрист. Первая в Швеции женщина, открывшая собственную юридическую контору.

## Биография
Анна Петтерссон родилась в Уппсале в 1861 г. Она была дочерью садовника Юхана Фредрика Петтерссона и Шарлотты Амалии Юнльсдорфф.
Анна училась на преподавательницу иностранных языков, но с юности интересовалась правом и училась юриспруденции самостоятельно. С 1890 по 1901 гг. Анна работала клерком в суде Уппсалы, а с 1901 по 1904 гг — в юридической фирме Виктора Веннерхольма в Стокгольме. В 1904 г. она открыла свою собственную юридическую контору Kvinnliga Juridiska Byrån («Женское юридическое бюро»), став тем самым первой шведкой, которая открыла юридическое агентство под собственным управлением и ориентировалась на женскую клиентуру. Контора Анны Петтерссон специализировалась на юридических консультациях для женщин по семейным вопросам, например, по вопросам развода и имущественных прав женщин, что в реалиях Швеции начала XX в. было довольно сложным вопросом: права женщины сильно зависели от её семейного положения. Контора оказывала женщинам и бесплатные консультации, если они были не в состоянии выплатить гонорар.
Кроме юридических вопросов Анна занималась и борьбой за женское равноправие: она входила в женскую организацию Fredrika Bremer-förbundet и являлась членом правления Landsföreningen för kvinnans politiska rösträtt («Национальной ассоциации по избирательному праву женщин»), писала статьи на тему юридических и брачных прав женщин на национальном и международном уровнях. Её поддерживали профессор права Эльса Эшельссон, основательница рекламного агентства София Гумелиус и активист женского движения Агда Монтелиус.
Юридическая контора Анны Петтерссон пользовалась успехом у клиенток. В 1915 г. Анна решила отойти от дел, передав своё бюро Эве Анден — первой женщине-юристу с соответствующим образованием.
Анна Петтерссон умерла в 1929 г. в Стокгольме. Замужем она не была.